# 聖邁克爾 (明尼蘇達州)
聖邁克爾（英語：St. Michael）是一個位於美國明尼蘇達州賴特縣的城市。

## 人口
根據2020年美國人口普查的數據，聖邁克爾的面積為94.20平方千米，當中陸地面積為84.61平方千米，而水域面積為9.59平方千米。當地共有人口18235人，而人口密度為每平方千米194人。